# ألان كريستنسن
ألان كريستنسن هو لاعب رماية دنماركي، ولد في 30 سبتمبر 1923 في آرهوس في الدنمارك، وتوفي في 8 سبتمبر 1961 في غلوستروب في الدنمارك.

## وصلات خارجية
- ألان كريستنسن على موقع أوليمبيديا (الإنجليزية)